# Prats-du-Périgord
Prats-du-Périgord é uma comuna francesa na região administrativa da Nova Aquitânia, no departamento Dordonha. Estende-se por uma área de 11,06 km². Em 2010 a comuna tinha 150 habitantes (densidade: 13,6 hab./km²).